# شهرستان نووه دوور گدانسکی
شهرستان نووه دوور گدانسکی (به لاتین: Nowy Dwór Gdański County) یک شهرستان در لهستان است که در استان پومرانی واقع شده‌است.

## خصوصیات
شهرستان نووه دوور گدانسکی ۶۵۲٫۷۵ کیلومترمربع مساحت و ۳۵٬۴۹۸ نفر جمعیت دارد.